# Second Album
Second Album è un album di Roy Buchanan, pubblicato dalla Polydor Records nel gennaio del 1973.

## Tracce
Lato A
1. Filthy Teddy – 3:11 (Roy Buchanan)
2. After Hours – 6:13 (Avery Parrish, Buddy Feyne, Robert Bruce)
3. Five String Blues – 6:23 (Roy Buchanan)
4. Thank You Lord – 2:23 (Roy Buchanan)

Durata totale: 18:10
Lato B
1. Treat Her Right – 2:43 (Roy Head)
2. I Won't Tell You No Lies – 6:35 (Roy Buchanan)
3. Tribute to Elmore James – 3:25 (Roy Buchanan)
4. She Once Lived Here – 3:00 (Autry Inman)

Durata totale: 15:43

## Formazione
- Roy Buchanan - chitarra solista, chitarra acustica, voce
- Teddy Irwin - chitarra ritmica
- Dick Heintze - pianoforte, organo
- Don Payne - basso
- Jerry Mercer - batteria (eccetto brano: She Once Lived Here)

Musicisti aggiunti
- Chuck Tilley - voce (brano: Treat Her Right)
- Ned Davis - batteria (brano: She Once Lived Here)

Note aggiuntive
- Peter Kieve Siegel - produttore
- Registrazione effettuata al Record Plant East di New York City, New York
- Shelly Yakus - ingegnere del suono
- Roy Cicala - assistente ingegnere del suono
- Danny Turbeville - assistente ingegnere del suono